# 双園区
双園区（そうえん-く）は台湾台北市にかつて存在した区。現在の万華区の一部に相当する。
1922年（大正11年）の町名改正で東園町、西園町、堀江町、緑町、柳町が行政区画内に設置された。1946年に上記地区を統合し区として設置され、東園町・西園町に由来し双園区と命名された。1990年に双園区は竜山区及び城中区の一部と合併し万華区に再編された。